# Sweet Baby (песня)
"Sweet Baby" — сингл второго студийного альбома Мэйси Грэй The Id, вышедшего в 2001 году. Сингл записан совместно с Эрикой Баду, вокалисткой, и Джоном Фрушанте из Red Hot Chili Peppers, сыгравшего на гитаре.
В Великобритании сингл занял третье место, уступив "Still" и "I Try", и 23 место в UK Singles Chart. Песня стала хитом в Канаде, в США она заняла 24 место в чарте Adult Top 40. В Австралии "Sweet Baby" заняла 32 номер.
В Великобритании "Sweet Baby" был выпущен на CD и виниловых пластинках. В него также вошёл ранее не издававшийся сингл "Better Where You Are".

## Список композиций
CD
1. "Sweet Baby" (совместно с Эрикой Баду)
2. "Sweet Baby" (8 Jam Remix совместно с Эрикой Баду)
3. "Better Where You Are"
4. "Sweet Baby" (Видеоверсия)

Винил
1. "Sweet Baby" (8 Jam Remix совместно с Эрикой Баду)
2. "Hey Young World Part 2" (совместно с Slick Rick)
3. "Sweet Baby" (совместно с Эрикой Баду)

## Чарты
| Чарты (2001)                           | Высшая позиция |
| -------------------------------------- | -------------- |
| Australian Singles Chart               | 39             |
| Canadian Singles Chart                 | 16             |
| Dutch Top 40                           | 40             |
| Irish Singles Chart                    | 43             |
| Italian Singles Chart                  | 18             |
| New Zealand Singles Chart              | 12             |
| Romanian Top 100                       | 89             |
| Swiss Singles Chart                    | 36             |
| UK Singles Chart                       | 23             |
| U.S. Billboard Hot Adult Top 40 Tracks | 24             |